# Casinos
Casinos ist eine spanische Gemeinde der (municipio) der Landesregion Valencia (Communidad de Valencia) in Spanien. Gleichzeitig gehört sie zur Provinz Valencia und zur Comarca Campo de Turia und hat 3.113 Einwohner (Stand: 2024). Neben der Ortschaft Casinos gehören die Ortschaften La Torre Seca-La Sola-La Carrasqueta und La Perica zur Gemeinde.

## Geographie
Casinos liegt etwa 40 Kilometer nordwestlich der Provinzhauptstadt Valencia in einer Höhe von ca. 310 m. Durch die Gemeinde führt die Autovía del Turia (CV-35).

## Bevölkerungsentwicklung
| Jahr      | 1970 | 1981 | 1991 | 2001 | 2011 | 2021 |
| Einwohner | 2194 | 2222 | 2281 | 2358 | 2842 | 2881 |

## Bauwerke
- Barbarakirche (Iglesia de Santa Bàrbara)
- Rochuskapelle

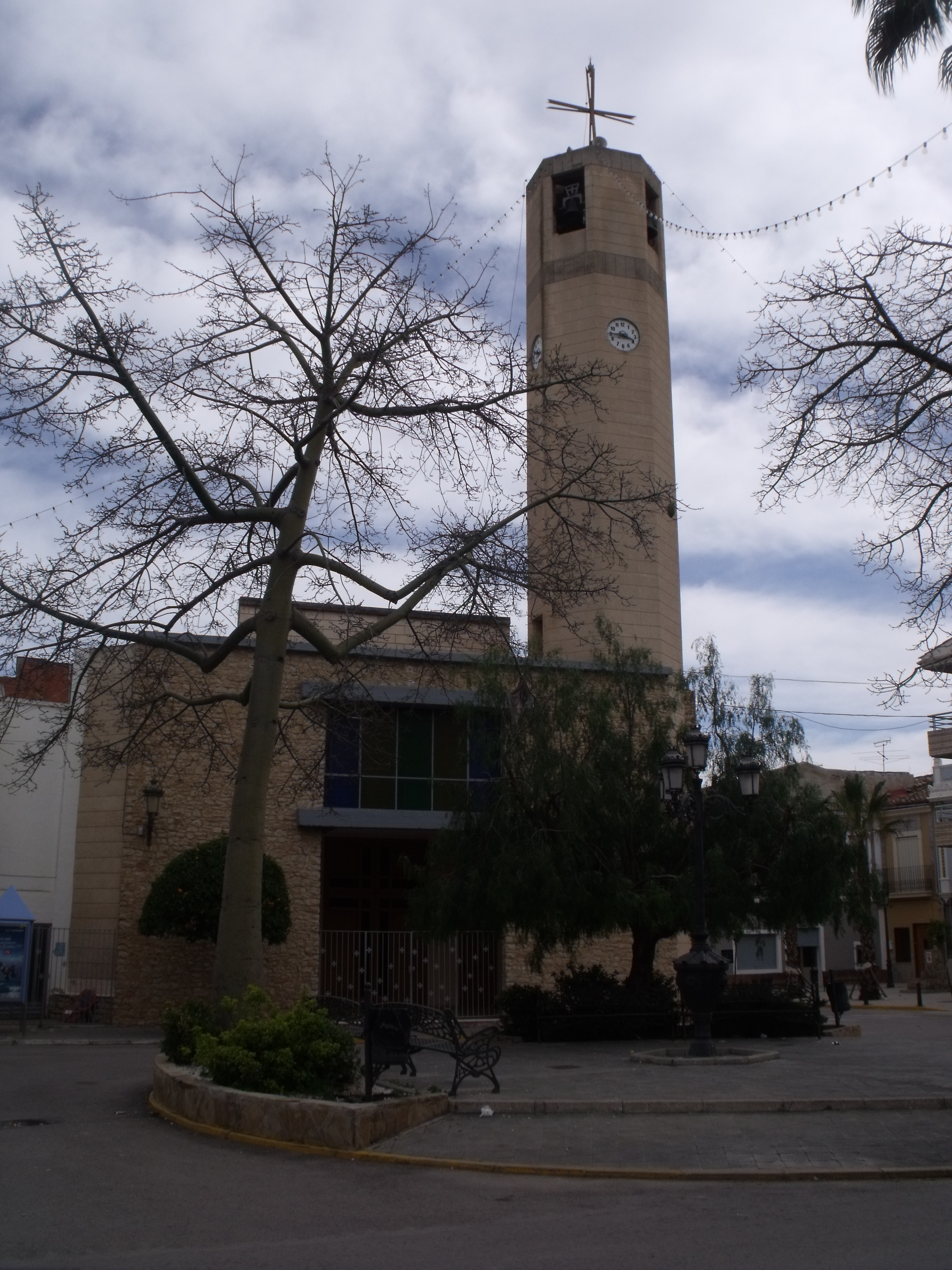
Barbarakirche
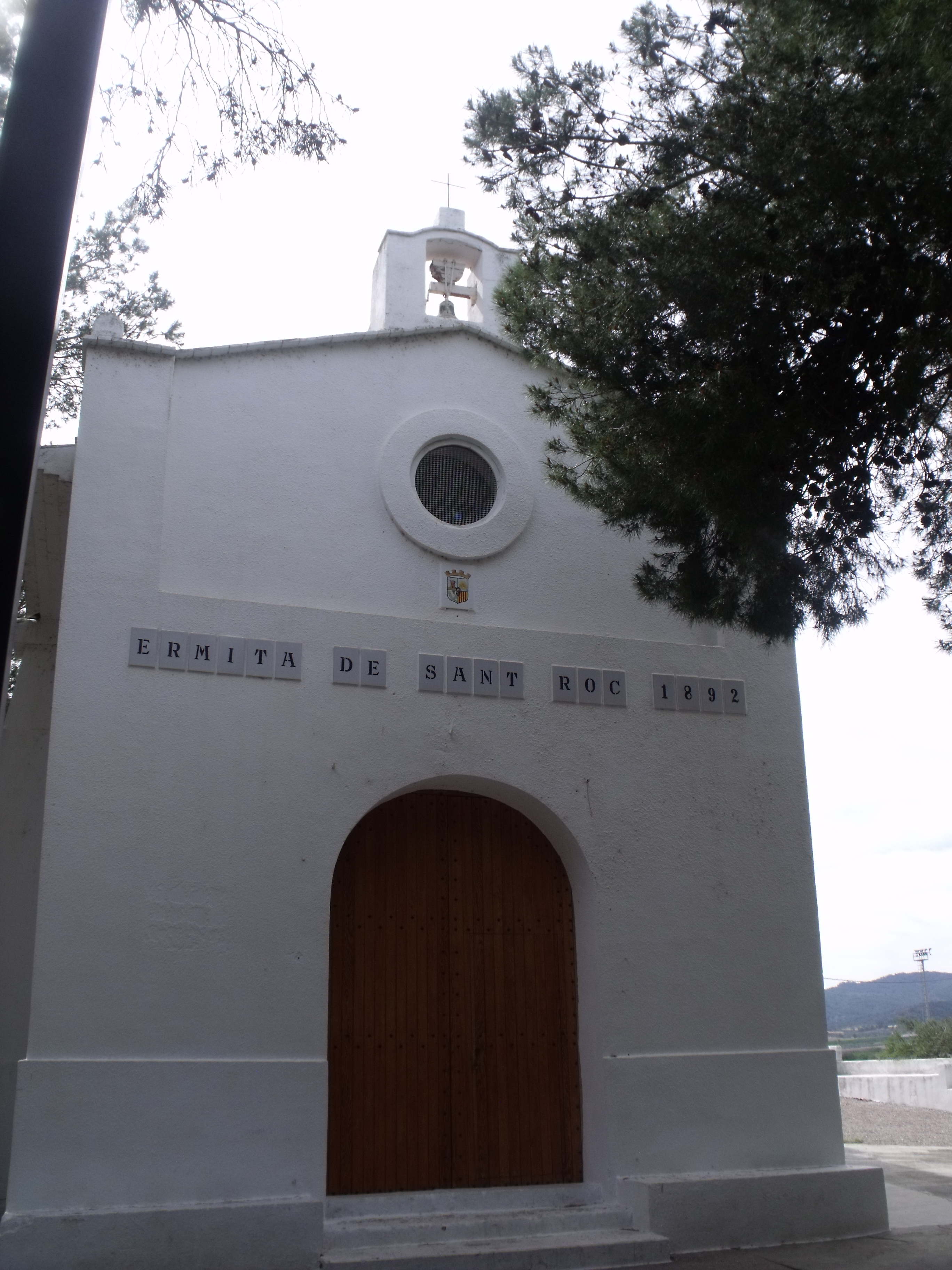
Rochuskapelle
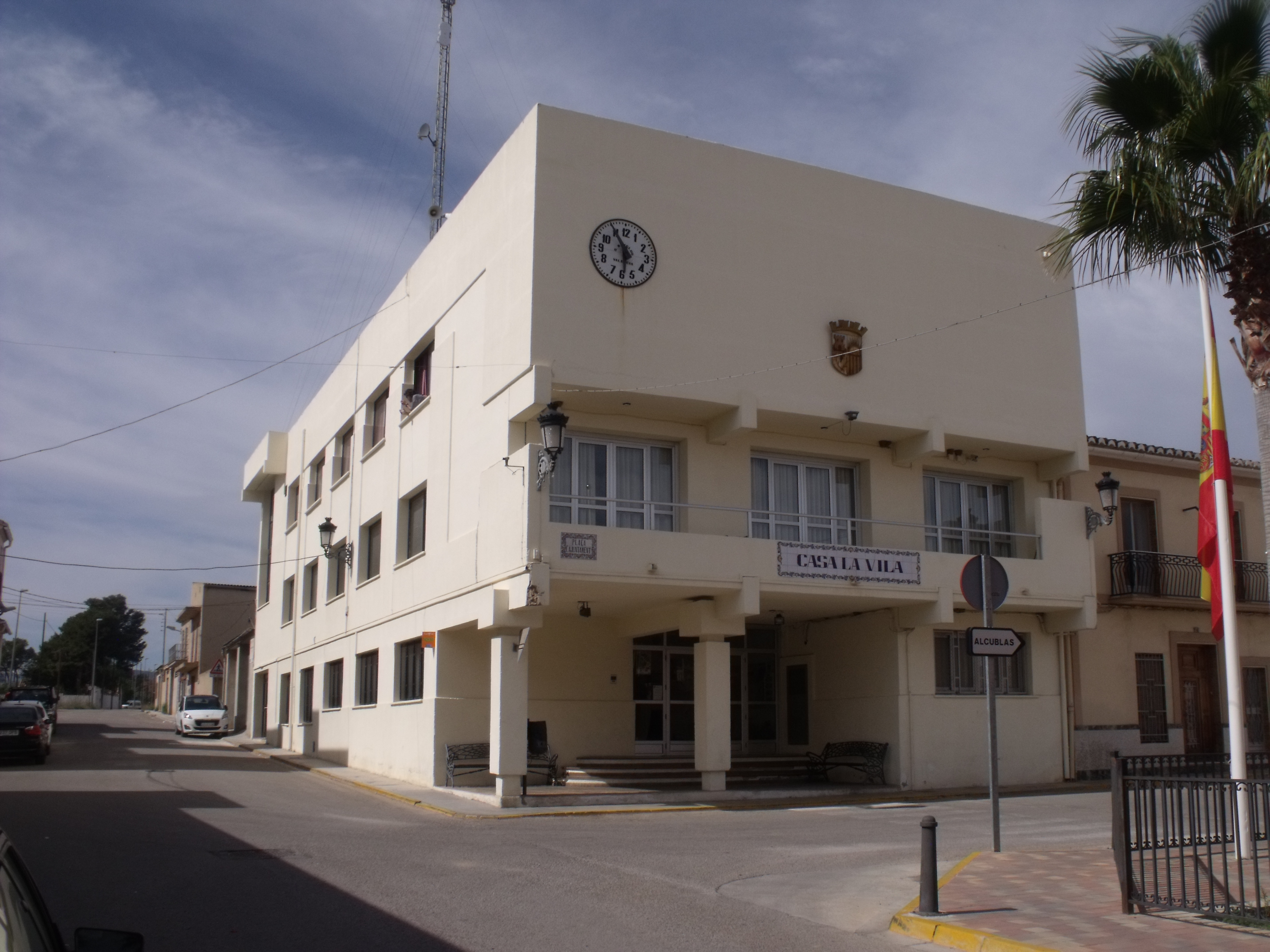
Rathaus

## Persönlichkeiten
- Francisco Ors (1930–2013), Dramaturg